# Wibrin
Wibrin is een plaats in Belgische provincie Luxemburg en een deelgemeente van de gemeente Houffalize.
Het dorpje Achouffe met de Brouwerij van Achouffe maakt deel uit van Wibrin.

## Geschiedenis
De gemeente werd in 1823 gevormd door de samenvoeging van Wibrin, Les Mormont en Ollomont. In 1903 werden de plaatsjes Nadrin, Filly en Ollomont afgesplitst in een nieuwe gemeente Nadrin. In 1977 fusioneerde Wibrin met Houffalize.

## Demografische ontwikkeling
- Bronnen:NIS, Opm:1831 tot en met 1970=volkstellingen
- 1910; Afsplitsing van Nadrin

## Bezienswaardigheden
- Tankmonument
- Kerk van Wibrin

Deelgemeenten: Houffalize · Mabompré · Mont · Nadrin · Tailles · Tavigny · Wibrin

Overige kernen: Achouffe · Alboumont · Bœur · Bonnerue · Buret · Cetturu · Chabrehez · Cowan · Dinez · Engreux · Filly · Fontenaille · Mormont · Ollomont · Pisserotte · Sommerain · Taverneux · Vellereux · Vissoûle · Wandebourcy · Wilogne

Belgische gemeenten · Arrondissement Bastenaken · Luxemburg · Wallonië